# Tweed Heads
Tweed Heads est une ville australienne située dans la zone d'administration locale de la Tweed, en Nouvelle-Galles du Sud.

## Géographie
Tweed Heads est la ville côtière la plus au nord de la Nouvelle-Galles du Sud, et forme une seule agglomération avec Coolangatta, la ville voisine au Queensland. Elle est située sur l'embouchure de la Tweed dans l'océan Pacifique, à 104 km au sud de Brisbane et à 840 km au nord de Sydney. 
En raison de la proximité de l'agglomération de Gold Coast, l'économie de la ville repose surtout sur le tourisme

## Démographie
| 2001   | 2006   | 2011   | 2016   | 2021   |
| ------ | ------ | ------ | ------ | ------ |
| 47 102 | 59 352 | 55 553 | 59 776 | 63 721 |